# Jeanne av Frankrike
Se även Jeanne d'Arc.
Jeanne av Valois-Frankrike, född 23 april 1464 i Nogent-le-Roi, död 4 februari 1505 i Bourges, var en fransk prinsessa, drottning och helgon. Hon var dotter till Ludvig XI av Frankrike och Charlotte av Savoyen, syster till Karl VIII av Frankrike och gift med Ludvig XII av Frankrike. Hon var tillfälligt drottning av Frankrike år 1498. Hon är känd som helgon under namnet Saint Jeanne de Valois. 

## Biografi
Jeanne blev år 1476, tolv år gammal, bortgift med sin kusin hertig Ludvig av Orléans, sedermera kung Ludvig XII av Frankrike; äktenskapet var barnlöst. 
När hennes make tillträtt tronen efter hennes brors död 1498, utverkade han påvens upplösning av äktenskapet för att kunna gifta sig med den tidigare kungens änka, Anna av Bretagne, för att kunna behålla Bretagne i fransk ägo. 
Skilsmässorättegången beskrivs som en av dåtidens smutsigaste affärer. Ludvig förklarade att äktenskapet var ogiltigt, eftersom det var ofullbordat på grund av att Jeanne hade missbildningar som han sedan detaljerat beskrev, och att han utsatts för trolldom som hindrat honom att utföra samlag genom att göra honom tillfälligt impotent. Jeanne presenterade vittnen som stödde hennes uppgifter att han 1476 skrutit över att äktenskapet var fullbordat, och sade att om han hindrats av trolldom att ha samlag med henne, borde han inte veta hur det var att försöka. 
Enligt denna tids skilsmässolag skulle Jeanne ha vunnit målet om lagen följts, men påven gick på makens linje av politiska skäl och förklarade äktenskapet ogiltigt. Hon tvingades genomgå en förödmjukande fysisk undersökning där hon förklarades steril. Hon drog sig tillbaka med orden: Jag vet att jag aldrig har varit en skönhet och löftet att hon skulle be för Ludvig. 
Hon fick titeln hertiginna av Berry och bosatte sig i Bourges, där hon grundade den kontemplativa religiösa franciskanska orden Ordre de l'Annonciation de la Vierge Marie 1501, och avlade klosterlöftena som nunna 1503. Efter hennes död gick det rykten om att hon utfört mirakler och helanden. Hon saligförklarades 1742 och helgonförklarades år 1950.